# Ever17 -the out of infinity-
『Ever17 -the out of infinity-』（エバーセブンティーン ジ・アウト・オブ・インフィニティ）は、2002年8月29日にKIDよりドリームキャストとPlayStation 2で発売された恋愛アドベンチャーゲーム。内容はSFアドベンチャーであり、公式サイトでは「シナリオに仕掛けられた謎の全貌を解き明かすことがゲームの目的」という旨のゲーム紹介がある。

## 歴史
Ever17 -the out of infinity-（原作版）
2002年8月29日、ドリームキャスト (DC) 版とPlayStation 2 (PS2) 版が発売。
Ever17 -the out of infinity- Premium Edition（改良版）
2003年5月26日、PC版 (CD-ROM) が発売。CGが追加されている。
2003年11月27日、DC版（全年齢対象）およびPS2版（CEROレーティング15歳以上対象）が発売。
2004年10月28日、サクセスよりSuperLite2000シリーズでPS2版が発売。
2005年6月17日、PC版 (DVD-ROM) が発売。
2005年8月12日、ポータルサイト・goo内でオンデマンドゲームとして供給開始（2007年8月17日をもって終了）。
Ever17 -out of infinity-（北米版）
2005年12月20日、北米向けにヒラメキインターナショナルよりPC版（CD-ROM、13歳以上対象）が発売。文章は英語で音声は日本語のままである。
北米で発売された数少ない恋愛アドベンチャーゲームであり、当初から非常に高い評価を受けた。
ちなみに本作の登場人物のうちの一人「田中優美清春香菜（優）」は英語版の作品内で“You”と表記されている（日本語版にも「I am You!」と自己紹介するくだりがある）。このため英語圏の人にはしばしば本来の二人称代名詞の“you”と混同され、多少の混乱を生んだようである
Ever17 -ハガネノテンシ-
2007年、サイバーフロントのi-mode用サイト「恋愛ゲームセレクション」にて、「Ever17-ハガネノテンシ-」を配信開始。現在では配信されていない。新キャラクターの「ジンザ」と沙羅のやり取りを中心に、本編の後日談を描く。
infinity plus（セット版）
2008年4月4日、サイバーフロントより、シリーズ3作に新作『12RIVEN -the Ψcliminal of integral-』を加えたPC版セットが発売。
2008年10月09日、PS2版が発売。
Ever17 -the out of infinity- Premium Edition（PSP版）
2009年3月12日、PlayStation Portable (PSP) 版が発売。ディレクション、プログラム、スクリプトなどはレジスタが担当した。新規ムービー、用語解説、シリーズ年表を収録している。ダウンロード版はサイバーフロント解散に伴って配信停止。
infinity plus portable
2009年8月13日、PSP版のシリーズ4本セットが発売。オープニングムービー収録DVDが付属した。
Ever17 （リメイク版）
2011年12月1日、5pb.とサイバーフロントの共同開発として、Xbox 360版が発売。新規シナリオおよびエンディングを追加、舞台デザインのリニューアル、キャラクターの3D化、イベントCGの追加など、多数の新要素を追加している。
インフィニティ セレクション
2012年12月21日、PC版『code_18』とのセットが発売。ゲーム内容は以前のPC版と同じ。
Ever17 -the out of infinity-（アプリ版）
2013年1月16日、スマートフォン向けアプリが配信開始されたが、サイバーフロント解散に伴って配信停止。
Ever17 -the out of infinity-（PCダウンロード版）
2015年12月25日、5pb.Gamesより配信されていた。Windows Vista/7/8対応。2022年9月30日にMagino Driveがサービス終了し、配信停止。DMMでの販売も終了した。
Ever 17 - The Out of Infinity
2025年3月6日、MAGES.よりNintendo Switch/PlayStation 4版が、スパイク・チュンソフトよりSteam版が発売。Xbox360版の要素を加えつつ、グラフィックを2Dに戻したリマスター版。

## 概要
同じ時間が何度も循環するループもののゲーム『infinity』シリーズの第2作目であり、一部のファンからは最高傑作とも評されている。作中に仕掛けられたトリックの巧みさで知られており、ネタバレを忌避し感動を共有しようというファン意識から、プレイ後の感想が書かれたホームページではしばしば「全員クリア後に読んでください」という注意書きがなされていた。
欠点は説明に費やす描写が長すぎることとされ、次作『Remember11』でのTips機能導入につながった。

### シナリオ構成
このゲームの主人公（プレイヤーキャラクター）は、倉成武と記憶喪失の少年の2名。シナリオは倉成武の視点でプレイする武編と、記憶喪失の少年の視点でプレイする少年編に分かれる。武編と少年編のいずれをプレイするかについては、シナリオの序盤でプレイヤーが意識的に選択する。リメイク版では、初回プレイ時は必ず武編となり、いずれかのグッドエンドを見た後に少年編を選択可能となる。
このゲームは恋愛アドベンチャーゲームに分類され、いわゆるギャルゲーの要素をもっており、それぞれのシナリオについて攻略対象ヒロインが設定されている。武編では小町つぐみと茜ヶ崎空、少年編では田中優と松永沙羅である。
物語中にはあるトリックがあり、またこれこそが物語の最大の鍵である。その伏線は八神ココのシナリオ（ココ編）以外の4編の随所に「不可思議な現象」として提示されるが、普通に1人をクリアしただけでは謎が解けるどころか、むしろクリア前よりも謎を多く残した形で終わってしまう。他の4人のシナリオでグッドエンドを迎えることで分岐可能になるココ編にて、この仕掛けの全てが明かされ、グランドフィナーレを迎えることになる。なお、ココ編は武編、少年編とも独立しているため、条件を満たしていればどちらの視点からでも突入可能である。

### トリック
舞台は2017年とされているがこれは武編だけであり、少年編の出来事は実際には2034年に起こっている。つまり両編は同じ事象を2つの視点から描いているのではなく、場所こそ同じだがまったく別々の話なのである。両編に共通して登場する人物は、何らかの理由で17年経っても容姿が変わらないか、あるいはそっくりな別人である。
また、「武編における武（主人公）」と「少年編における武」、「武編における少年」と「少年編における少年（主人公）」は、それぞれ別人である上に容姿も異なる。ギャルゲーではプレイヤーの没入度を高めるために主人公の顔を出さない、という定番の手法を逆手に取った演出であり、ココ編にて主人公の少年（ホクト）が鏡で自分の顔を見て武編の少年（桑古木）とまったく異なることに愕然とする場面では、多くのプレイヤーもまた驚愕したという。この場面での劇的な効果を生むために、それ以前における主人公は極力イベントCGに表示されないようになっており、劇中でも鏡が割れていて素顔に気づかないことになっている。「少年編における武（声優が明かされている）」と「武編における少年（声優が伏せられている）」を同一の声優が演じるのもミスリードのうちで、前作『Never7』のトリックを知るプレイヤーの中には「少年は武のクローンなのではないか」と思い込まされた者もいた。
田中優の本名が長すぎて常に略称を名乗るのも、2人の優が別人と悟られないようにするトリックの一部である。なお「優美清春香菜」「優美清秋香菜」は制作当時に中澤工がインターネット上の名前検索サイトで発見したものであり、本作品のために考案されたわけではない。

### 企画の経緯
もともとは『王様のレストラン』のように限定された場所だけを舞台とし、『キューブ』のような脱出ものを作ろうという、過去作とは関連のない独立した企画だった。シナリオ担当の打越鋼太郎が深夜1時のセビリア万国博覧会会場に迷い込んだときに感じた、にぎやかなはずの場所に誰もいないという非日常的な雰囲気を盛り込むため、舞台はテーマパークに決まった。しかし陸上では脱出もたやすいため、容易には抜け出せない海中のテーマパークが考案された。
プレイヤーの多様な嗜好に対応するため、熱血漢と内向的なタイプの2種類の主人公を登場させることは早くから決まっていた。その実際の演出方法に悩んでいた打越鋼太郎が誤って借りたビデオ『オーロラの彼方へ』からヒントを得て、空間ではなく時間を別々にすることを思いつき、トリックができあがった。
その後『Never7』の続編として制作されることになり、前作から「クローン」「キュレイシンドローム」「ヒロインの名前は『優+季節』」「月と海」「マグロ」などの要素が移入された。

## ストーリー
西暦2017年5月1日。様々な法律の改正や技術の発展が行われた近未来の日本。
様々な人々が祝日の予定に思いを巡らせる中で、必ず口端に登る施設があった。海洋テーマパーク、《LeMU（レミュウ）》。かつて存在したかも知れぬと夢見られる「レムリア大陸」の名を冠したその施設は、遊園地を丸ごと海の中に沈めるという斬新なテーマパークであった。海中をゴンドラで泳ぎ、視界を覆いつくすほどの魚を見上げながら散歩する。それはまさに現代によみがえった夢の大陸であった。そのLeMUに時同じくして足を運んだ、1人の青年と1人の少年がいた。珍しい観光施設を、しかしろくに楽しめないまま2人の時間は慌しく過ぎ去っていく。
突如、楽しげな歓声を切り裂くようにして耳を劈くような緊急避難警報が響き渡る。折り悪く、施設から逃げそこなった1人の青年と1人の少年。視界には誰も居らず、静まり返るテーマパークに不気味な咆哮が響き渡る。怒涛のごとく襲い掛かる鉄砲水。浸水を防ぐため自分たちごと閉じ込めようとする防水隔壁。何とか一命をとりとめ脱出経路を探すうちに、同じ境遇にある生存者たちを発見する。閉じ込められた生存者は、6人。
地上に直通した第一階層は完全浸水しており、脱出用の通路や非常階段やエレベータも通行不可能。外部への通信も全く通じず、ただ助けを待つことしか出来なくなってしまった。しかし空気も食料も幾ばくかは余裕があり、当分は生存が可能ではある。LeMUの完全圧壊予想時間は今より5日後、5月7日午前4時30分前後。
脱出の目処がまったく立たないものの、即座に自らの命が脅かされる状況でもない。焦燥と弛緩の上で不安定に揺さぶられつつも、LeMUから生きて脱出するために6人の生存者たちは協力して生き残る覚悟と連帯感を固めるのだった。

## 用語

### LeMU
海中に宇宙ステーションのような建造物を沈めた巨大海洋テーマパーク。LeMUは全部で4つの階層に分かれており、まず浮島であり入り口でもある地上部分のインゼル・ヌル (Insel Null)。第一階層であり地上への直通部分のエルスト･ボーデン (Erst Boden)。第二階層は種々のアトラクションが存在するツヴァイトシュトック (Zweitstock)。レムリア大陸関連の展示品が並ぶ第三階層、ドリットシュトック (Drittstock) の全4階層である。この施設の主な目的は遊園地としての用途である。LeMUは施設内の気圧を海中の水圧と同じかそれ以上に保つ「飽和潜水仕様」を採用しており、この施設が水圧で潰れたりすることが絶対にないと保障している。またLeMUという名前にもあるように、この施設のモチーフは太古海中に没した人類発祥の地とも謳われる「レムリア大陸」である。海中ゴンドラや浮力エレベータなど、海の中に建造されたことを十二分に生かす構造となっており、作品世界において最も話題になっているテーマパークである。
大勢の人々で賑わっている最中、突如原因不明の緊急避難警報が発令。その数分後、浸水が発生し、地上との直通部分であるエルスト･ボーデンが完全浸水。最初の緊急避難警報の理由は不明。浸水の理由ともなった急激な気圧の減少も原因不明。地上に出るための通路は浸水したために隔壁が降りて、完全途絶。地上に向かうエレベータも全く動かずそその理由も不明。地上にいる者達の中には閉じ込められてしまった者達の知人もおり、まだ中に人がいることを知っているはずなのに一切外部からの接触が無くその理由も不明。自分たちの存在を知らせようと通信を試みるも、一切の通信手段がひとつ残らず途絶しておりこれもまた、原因不明。6人の生存者たちは、来るかも分からない救助を待つしかできることが無くなってしまう。

### その他の用語
レムリア
レミュール（キツネザル）が海を隔てて分布する理由を説明するために提唱された架空の大陸。プレートテクトニクスの確立により時代遅れの空論となったが、LeMUはこれをテーマパークのイメージソースとして採用。ドリットシュトックには「レムリア遺跡」コーナーが設けられているほか、マスコットキャラクターの「みゅみゅーん」もレミュールをモチーフとしている。
リメイク版では実際に古代文明の遺跡が発見されており、伝説にあやかって「レムリア文明」と名付けられている。LeMU内には本物の遺物の一部が展示されている。
RSD (Retinal Scanning Display)
原作版における空の投影方法。対象の網膜にレーザー光で画像を描画する。
ミラージュ
リメイク版における空の投影方法。視神経に直接信号を送り込んで映像を認識させる。
ライプリヒ製薬 (Leiblich Medizen)
本社をドイツのフランクフルトに構える日独合弁企業。事業内容は製薬にとどまらず多岐にわたり、各国の公的機関やマスコミに強い影響力を持つ。LeMUの経営母体でもある。
裏では人体実験や拉致監禁、生物兵器開発などの非道な行為に手を染めている。
IBF (イーベーエフ、Institufuer Biologische Forscung)
水深119メートルの海底にある生物研究所。ライプリヒが極秘の研究を行うために建造したもので、そもそもLeMUはこの施設を偽装する目的で真上に造られたものである。
TBウイルス (Tief Blau Virus)
熱水噴出孔から発見された極めて毒性の強いウイルス。この研究のためにIBFが造られ、兵器への転用が研究されていた。
2017年のLeMU崩壊は、TBウイルス漏洩から逃れようとした職員が既定の手順を踏まずに脱出しようとしたことで起きたものである。その後拡散したウイルスは全世界で数千人から数万人規模の犠牲者を出し、その中には優春の母・ゆきえも含まれていた。しかしライプリヒは自らの責任を隠蔽し、真相を闇に葬った。
海月の 虚空に秋涼し 時鳥（うみつきの こくうにすずし ほととぎす）
優春がコンピュータのパスワードに用いている俳句。リメイク版ではレムリア文明の遺物にも同じ句が刻まれている。
この句はアナグラムになっており、かな文字を並べ替えると「ホクトのこすうみ、すぎしときにつうず」となる。また、漢字には登場人物の名前が織り込まれているが、これは優春が仲間たちと娘への思いを込めて詠んだからである。しかし製作者が意図した名前を完全に言い当てたプレイヤーはいなかった。特に「時鳥」が武を意味するというのは難解であり、プレイヤーたちの間では「時を駆ける鳥 = BW」という解釈が生まれた。

### キュレイウイルス
前作『Never7』に登場した「キュレイシンドローム」の要素を継ぐ物語の鍵。キュレイ (Curé) とはフランス語で司祭を意味する。
原作版ではレトロウイルスの一種。これによって遺伝子情報を書き換えられた感染者は、治癒力が向上し老化も停止するため、半ば不死のような存在「キュレイ種」となる。その反面紫外線には弱くなるが、赤外線視力も獲得するため暗所での活動にも困らない。
リメイク版では特にレトロウイルスという言及はなく、代わりに強固に結びつく未知の炭素原子を含むとされる。日光への脆弱性が原作版より強調されているほか、「強い意志によって肉体を変容させる」という特性が加えられた。赤外線視力はつぐみ個人が獲得した形質であり、キュレイ種共通の能力ではない。
ウイルスは体外に排出される細胞には関与しないため、生殖細胞から発生する子供はキュレイ種にはならない。ただし書き換わった遺伝子情報は受け継がれるため、つぐみの子であるホクトと沙羅は赤外線視力を有している。
キュレイウイルス自体が希少な存在であるが、つぐみは全身の遺伝子が完全に書き換わったこの世に唯一の例である。そのため彼女はライプリヒ製薬に監禁され、実験漬けの日々を送ることになったのである。
劇中、武編の終盤でTBウイルスに感染したため、つぐみが自らの体内で生成した抗体を投与した。そのため武たちはキュレイ種となり、優と少年は遺伝子が書き換わる間の5年ほど加齢した後に老化を停止するが、人工冬眠下にあった武とココは容姿の変化がない。

### 第3視点
打越鋼太郎がピョートル・ウスペンスキーの著作『ターシャム・オルガヌム』から発案した概念。同書には「n次元の世界を認識するにはn+1次元の視点が必要」という記述がある。
3次元上に存在する者は2次元的視覚しか持ちえないが、空間内を移動することで3次元自体を知覚する。人間は両目を用いることで2次元的視覚を2つ得て、擬似的に3次元を見ている（立体視）。すなわち、4次元時空を自由に移動できる存在ならば3次元的な視覚を有しているということであり、両目にもうひとつ「第3の眼」が加われば擬似的に4次元を見て時を越えた知覚が可能になるという仮説が成り立つ。
劇中の「第3視点」という言葉には2種類の用法がある。ひとつは、文字通り3次元空間を俯瞰できる高次元からの視点のこと。そしてもうひとつは、そのような視点を有する高次元の存在である。この存在のことを劇中ではブリックヴィンケル (Blick Winkel, BW) と呼んでいる。BWはゲーム世界の出来事を時系列に縛られずに俯瞰できるメタフィクション的な存在であり、いわばプレイヤーそのものに近い。『Ever17』の初期案ではより直截的に「BW = プレイヤー」という表現だったが、「プレイ中に自分の顔が見えたら気持ちが萎えてしまうのではないか」という指摘があり、最終的にはプレイヤーであるとも高次元の住人であるとも取れるあいまいな表現に落ち着いている。
登場人物の何人かはBWと交信し、その視点を借りることで時間を超越した知覚が可能である。ココがその代表で、しばしば不可解な発言するのは未来を知っているからである。またホクトは少年編からココ編に至るまでBWと意識を共有しており、それが原因で記憶喪失になった。BWはホクトとの融合時に初めて劇中世界に現れたわけであり、その世界の中では新たに誕生したも等しいから記憶が白紙状態なのである。そのほか武や桑古木にも第3視点能力の素質がある。原作版では優春もBWと会話しているが、リメイク版の彼女にはBWの声が聞こえなかったため、BWは古代までさかのぼって当時の能力者の力を借り、遺跡に優春向けのメッセージを残すという壮大に迂遠な方法で情報を伝えるしかなかった。

#### 第3視点発現計画
BWのメッセージを受け取った2017年の優春は、武とココがIBFに取り残されていることを知る。しかしすぐに救出に向かえば「2034年に現れたBWが武たちの状況を知り、過去に知らせに来る」という未来もなくなり、タイムパラドックスが発生する。そのため優春は、再建されたLeMUでBWに聞かされた通りの2034年の出来事を再現するため、遠大な計画を遂行することになる。
まず優春は、娘の優秋が2017年の自分と同じ行動をとるように誘導して育てた。計画の実行時期が迫るとつぐみ・沙羅・ホクト向けに「LeMUに来れば家族に会える」という情報を流して呼び寄せ、計画が開始されると桑古木は武の偽物を演じた。こうして2017年をそっくりなぞるかのように2034年の事件が起きたのである。
原作版では、2つの時代を1つだと錯覚させることで劇中世界にBWを召喚している。たとえば3次元空間の視点と2次元平面に描かれた図形を結んでも、でき上がるのは3次元の立体（錐体）であり、2次元の者には干渉できない。しかし2次元に描かれたのが直線であれば、3次元の視点と結ぶことで完成するのは「平面」であり、3次元視点はその一部として取り込まれている。同様の理屈で、高次元に位置するBWを劇中の3次元世界の一部として取り込めるように、異なる時間をひとつに重ねたかのように見せたのである。
リメイク版でのBWの召喚は、BW自身がもたらしたオーバーテクノロジーによる装置で行われている。BWがホクトと同化し、劇中世界の人間としてエミュレートするために両時代を混同させる手順が必要だったとされている。

## 登場キャラクター

### 主人公
シナリオ構成にて前述のとおり本作には2人の主人公がおり、序盤に現れる選択肢でどちらの視点でプレイするか意識的に決定する。この選択肢に至るまでは2人とも台詞に音声がついているのだが、視点が確定された後は視点側の音声が再生されなくなる。
倉成武（くらなり たけし）
声：保志総一朗
20歳、大学3年生。
友人とともにLeMUを訪れたが、LeMUに入場する際に友人とはぐれてしまい、今回の事件に巻き込まれる。明るい性格の熱血漢で、一行を引っ張っていく。
【武編】ヒロインを助けるために命がけで奮闘するが、その代償として彼は脱出できなくなり、海底へと沈んでいく。しかしBWとともに時を越えてきたホクトの呼びかけで蘇生し、海の中からIBFに転がり込む。倒れたココを発見すると、彼女をなだめるため一緒に冷凍睡眠に入り、そのまま17年の眠りにつく。
【少年編】本物の武はいまだ眠り続けており、登場するのは「武編の少年」だった桑古木涼権（かぶらき りょうご）が演じる偽物である。
少年
声：保志総一朗
記憶喪失のため、名前・年齢・職業など不明。外見から15歳程度と推定される。名前がわからないので、周囲から便宜上「少年」と呼ばれる。
【武編】不安にさいなまれるあまりパニックを起こす一幕もあったが、明るさを失わないココに惹かれていく。終盤にて「桑古木涼権」という名前を思い出すが、結局それ以外の記憶は戻らず、後日談のCDドラマでもひとり荒んでいた。リメイク版では無事にすべての記憶が回復する。
【少年編】「武編の少年」とは別人であり、本名はホクトという。生まれて間もなく母から引き離され、さらに妹とも離れ離れになった彼は、「LeMUに来れば家族に会える」という情報を信じて来訪した。そこでBWと視点を共有することとなり、記憶を失う。

### ヒロイン
小町つぐみ（こまち つぐみ）
声：浅川悠
7月5日生まれ、AB型、17歳。職業は不明。
経歴不詳の少女。艶やかな黒い長髪をなびかせた、黒ガウンに黒ロングスカートの黒ずくめ。多くを語らず、馴れ合いを嫌うニヒルな性格。ジャンガリアンハムスターのチャミを連れている。
【武編】キュレイウイルスの効果で老化が停止しているため17歳に見えるが、実際は23歳。自らを実験動物扱いしたライプリヒ製薬の施設が隠されているLeMUを調査しに来た。やがて武と恋に落ち、子供を授かるが、彼は脱出できず離れ離れになる。ライプリヒの追っ手から逃れつつ双子を産み育てるが、子供たちはさらわれてしまう。
【少年編】武編から17年の時が経ち40歳になったが、老化が停止しているため見た目に変化はない。「LeMUに来れば子供たちと会える」という情報を聞かされて来訪。武編よりもいっそう態度がとげとげしいのは、かつての仲間たちの偽物が17年前の再現を試みているという状況が不可解なためである。リメイク版では白い衣装を着ており、チャミは置いてきている。
田中優美清春香菜（たなか ゆうびせいはるかな）
声：下屋則子
3月30日生まれ、O型、18歳。鳩鳴館女子大学教養学部人文科学科1年。
はきはきとした活発さをうかがわせる、黄色に近い明るい髪色の短髪の少女。あまりに名前が長いので、普段は「優（ゆう）」または「なっきゅ」と呼ばれている。LeMUではアルバイト中に事件に巻き込まれる。趣味は温泉巡り、オカルト研究、超古代文明研究。さばさばとした明るい性格で、初対面の人物に対しても物怖じせずに対応する。どこで鍛えたのか体術的にも優れたものがあり、LeMUのコンソールにまで振るったこともある踵落しが必殺技。武に対しては口よりも先に手が出るタイプ。
【武編】重い心臓病を抱えており、余命いくばくもない。遺伝子工学の権威・守野茂蔵の知己を得た彼女は、自らのクローンを妊娠し出産する。娘を母・ゆきえに預けた彼女は、LeMUで行方不明となった父・陽一の手掛かりを求めてこの場にやって来た。事件を通じて感染したキュレイウイルスの効果で病が治癒した彼女は、残された武とココを救うために一連の計画を実行する。娘と区別するときは「優春」と表記される。
【少年編】武編の優の娘、優美清秋香菜（ゆうびせいあきかな）である。母と区別する際は「優秋」と表記される。ゆきえを名乗る母から「父・陽一がLeMUで行方不明となった」と聞かされ（遺伝的なつながりでは嘘ではないが）、母の足跡をたどるようにLeMUで働いている。
茜ヶ崎空（あかねがさき そら）
声：笠原弘子
4月2日生まれ、A型、24歳。
涼やかな雰囲気を漂わせる、乳白に花の装飾のついたチャイナドレス姿の女性。趣味は人との対話、芸術、蟻の観察。
「LeMU開発部の主任代理を務めるシステムエンジニア」で「人手不足の際には入場口の説明係も担当している」ということで、当日もLeMU内にて事故に巻き込まれる。しかしこれらは「設定されたプロフィール」に過ぎず、実際は「LeMUの案内係を務めるAIプログラム（人工知能）」であり、LeMUの管理コンピュータの端末である。その姿に実体はなく、最新技術（原作版では「RSD」、リメイク版では「ミラージュ」と呼称。#その他の用語を参照。）を用いて、LeMU来場者の目に直接情報を送ることで、相手の目の前に存在するかのように見せている。
【武編】一行と交流するうちに人間らしさを獲得していき、いつしか武に恋をする。彼女の本体はLeMU内にあるため脱出不能だったが、武の努力でデータをバックアップして持ち出すことができた。
【少年編】コンピュータによって描画される彼女は17年経っても外見に変化はなく、さらに今回の事件に関する事前知識をあえて与えられていなかったため、17年前と言動はほぼ同じである。LeMU外では、17年前に持ち出されたバックアップデータをもとにした人工知能として主に優春の補佐をしており、また技術の進歩により実体を得ている。
松永沙羅（まつなが さら）
声：植田佳奈
1月21日生まれ、A型、16歳。鳩鳴館女子高等学校2年生。
知性の広さを感じさせる、学生服姿の少女。驚異的なコンピュータに関する技術を持っている。優の後輩にあたり、優からは「マヨ」と呼ばれている。学校の行事でLeMUに来ているところに今回の事件に巻き込まれる。なぜか武編には登場しない。趣味はハッキング。忍者に憧れていて、頻繁に語尾に「ござる」や「ニンニン」等がつく。
【武編】登場しないのは、そもそも生まれていないためである。
【少年編】ライプリヒによって母のもとからさらわれ、兄とも引き離された彼女は、特異な才能ゆえにずっと監視下に置かれていた。リメイク版では「ライプリヒの工作員に仕立て上げられた」という設定が追加されており、忍者の真似もあながち単なる遊びではない。
八神ココ（やがみ ここ）
声：望月久代
12月17日生まれ、B型、14歳。公立中学校3年。
ピピという愛犬を連れている少女。武編ではメインキャラとして、少年編では少年にしか見えない謎の少女として登場。小学校低学年にしか見えない容姿をしている。「こめっちょ」なるアメリカンジョークをこよなく愛する。よく人を見かけては自慢のこめっちょを吹き込むのだが、その感性は武曰く完全に電波系。
【武編】IBF職員の父のもとを訪れた際に事故に巻き込まれる。終盤でTBウイルスを発症し、何とか一命を取り留めるものの脱出時の混乱で置き去りにされる。そこへ死からよみがえった武が現れ、彼とともに冷凍睡眠に入る。
【少年編】いまだ眠り続けているが、第3視点能力を持つ彼女はホクトの視点を借りたBWと時を越えて交流できる。

## スタッフ
- 監督：中澤工
- キャラクターデザイン：滝川悠
- シナリオ原案・構成：打越鋼太郎
- シナリオ：打越鋼太郎、笹成稀多郎、中澤工、梅田伸明
  - リメイク版シナリオ：山田七郎
- 音楽：阿保剛

## 主題歌
- オープニングテーマ : LeMU 〜遙かなるレムリア大陸〜
  - 作詞・作曲 : 志倉千代丸、編曲 : 磯江俊道 / 歌 : KAORI
- エンディングテーマ : Aqua Stripe
  - 作詞・作曲 : 志倉千代丸、編曲 : 吉原かつみ / 歌 : 笠原弘子
- PSP版オープニングテーマ : It's a fine day
  - 作詞・作曲 : 志倉千代丸、編曲 : 上野浩司 / 歌 : 今井麻美
- PSP版エンディングテーマ : The Azure〜碧の記憶〜
  - 作詞 : 橋詰亮子、作曲 : 沢村竣、編曲 : 南利一 / 歌：今井麻美
- Xbox 360版オープニングテーマ : レムリアに捧ぐ
  - 作詞・作曲 : 志倉千代丸、編曲 : 新井健史 / 歌 : KOKOMI
- Xbox 360版エンディングテーマ : 遠雷
  - 作詞 : 濱田智之、作・編曲 : 酒井陽一 / 歌 : 今井麻美
- Xbox 360版グランドエンディングテーマ : Another Sky
  - 作詞・作曲 : minato、編曲 : FAITH-T / 歌 : VALSHE

## 売上
『Ever 17/Never 7 Double Pack』は初週売上3,041本を記録している。

## 関連商品

### 書籍
- 『Ever17 -the out of infinity- ビジュアルファンブック』エンターブレイン、2002年 ISBN 4757712243
- 『Ever17 -the out of infinity- Premium Edition 設定解説ファンブック』ジャイブ、2004年 ISBN 4902314452
- 『Ever17 -the out of infinity- Premium Edition シナリオ&ビジュアルガイド』 新紀元社、2003年 ISBN 4775301748
- 『Ever17』著 : 日暮茶坊、絵 : 滝川悠・中里壮士、エンターブレイン（ファミ通文庫）、2002年 ISBN 4757711581
- 『Ever17アンソロジーコミック - Welcome to the deep place』 エンターブレイン（マジキューコミックス）、2003年 ISBN 4757713266
- 『Ever17 -The out of infinity-』 ジャイブ（ジャイブコミックス）、2003年 ISBN 4902314045
- 『Ever17』絵 : 梅谷千草、エンターブレイン（ファミ通クリアコミックス）
  1. 2012年2月 ISBN 978-4-04-727822-6
  2. 2012年11月 ISBN 978-4-04-728503-3

### CD
- Ever17 -the out of infinity- サウンドコレクション（サイトロン / SCDC-00204）
- Ever17 ドラマCD「2035」（サイトロン / SCDC-00233）
- Ever17 シングルコレクション
  1. Action1 田中優美清春香菜（サイトロン / SCDC-00237）
  2. Action2 茜ヶ崎空（サイトロン / SCDC-00246）
  3. Action3 小町つぐみ（サイトロン / SCDC-00256）
  4. Action4 八神ココ（サイトロン / SCDC-00258）
  5. Action5 松永沙羅（サイトロン / SCDC-00259）
- Ever17 ボーカルコレクション（サイトロン / SCDC-00283）
- Infinity+Integral perfect Vocals (5pb. / VGCD-0168)